# Coupe baltique de futsal 2014
Navigation
Édition précédente 2015
La Coupe baltique de futsal 2014 est la quatrième édition de la Coupe baltique de futsal qui a lieu en Lituanie dans la ville de Kėdainiai, un tournoi international de football pour les États des Pays baltes affiliées à la FIFA organisée par l'UEFA.

Pays baltes.

## Classements et résultats
| Équipe   | J | V | N | D | BM | BE | DB | Pts |
| -------- | - | - | - | - | -- | -- | -- | --- |
| Lettonie | 2 | 1 | 1 | 0 | 9  | 5  | +4 | 4   |
| Lituanie | 2 | 1 | 0 | 1 | 2  | 5  | -3 | 3   |
| Estonie  | 2 | 0 | 1 | 1 | 6  | 7  | -1 | 1   |

| 5 décembre 2013 | Lituanie | 7 - 3 | Estonie                                                              | Kėdainiai Arena, Kėdainiai, Lituanie |  |
|                 | 29e 30e Marius Bezykornovas · 30e 31e Lukas Sendžikas · 40e Arūnas Šteinas · 40e Arsenij Buinickij · 19e Andrei Gornev (but contre son camp) |       | Vladislav Tšurilkin 3e · Stanislav Bõstrov 8e · Maksim Aleksejev 18e |                                      |  |
|                 | (Rapport) |       |                                                                      |                                      |  |

| 6 décembre 2013 | Lettonie                                                                                           | 4 - 1 | Estonie             | Kėdainiai Arena, Kėdainiai, Lituanie |  |
|                 | Igors Avanesovs 3e · Germans Matjušenko 7e · Jurijs Arhipovs-Prokofjevs 36e · Sergejs Nagibins 38e |       | Maksim Aleksejev 9e |                                      |  |
|                 | (Rapport)                                                                                          |       |                     |                                      |  |

| 7 décembre 2013 | Lettonie                                       | 4 - 0 | Lituanie | Kėdainiai Arena, Kėdainiai, Lituanie |
|                 | Maksim Sens 2e 31e · Germans Matjušenko 7e 36e |       |          |                                      |
|                 | (Rapport)                                      |       |          |                                      |

## Meilleurs buteurs
3 buts      
- Germans Matjušenko

2 buts    
- Marius Bezykornovas
- Lukas Sendžikas
- Maksim Aleksejev
- Maksim Sens

1 but  
- Igors Avanesovs
- Jurijs Arhipovs-Prokofjevs
- Sergejs Nagibins
- Arsenij Bujnickij
- Arūnas Šteinas
- Stanislav Bõstrov
- Vladislav Tšurilkin

but contre son camp  
- Andrei Gornev (face à la Lituanie)